# Манипого
Манипого — водное животное из канадского фольклора, которое, как говорят, живет в озере Манитоба.
Это существо было названо таким именем в 1960 году, название образовано от Манитоба и Огопого (подобное животное из британской Колумбии).

## Внешность
Манипого описывается как существо длиной от 4 до 15 метров, чёрного или коричневого цвета и с горбами, выступающими над водой.

## В массовой культуре
На Западном берегу озера Манитоба есть провинциальный парк под названием Manipogo Provincial Park.
Сен-Лоран, община на юго-восточном берегу озера Манитоба, ежегодно проводит фестиваль Манипого в первую неделю марта.
Манипого был показан в эпизоде телевизионного документального сериала «Северные тайны».

## Интересные факты
Группа из семнадцати свидетелей, по слухам, незнакомых друг с другом, утверждала, что видела трех Манипого, плавающих вместе. В начале 1960-х профессор Джеймс Маклеод из Университета Манитобы исследовал это существо, пытаясь найти его останки. Если в озере есть размножающаяся популяция, туши и кости должны остаться после смерти. Маклеод ничего не нашел.